# Мала Арнаутська вулиця
Вулиця Мала Арнаутська — одна із вулиць Одеси, розташована в історичному центрі. Бере початок від вулиці Леонтовича і закінчується перетином із Старопортофранківською.
Вулицю було закладено у 1820 під назвою Мала Арнаутська, на відміну від паралельної вулиці — Великої Арнаутської. Певний час для обидвох вулиць паралельно використовувалася спільна назва — Арнаутська. У період 1854—1858 років навіть використовувалася назві — Стара Арнаутська. Свою назву вулиця дістала від Арнаутської слободи — солдатського поселення, яке існувало в межах сучасних вулиць Леонтовича, Канатної; поселення складалося переважно з арнаутів. На початку 19-го століття місто було обмежено кільцевою вулицею — Старопортофранківською. Таким чином Арнаутська вулиця перетинала все місто, починаючись із Старопортофранківської неподалік від мису Ланжерон (тепер ця ділянка називається вул. Леонтовича) і до Старопортофранківської, тільки на межі із Молдаванкою. Саме певний час для вулиці використовувалася також назва Молдаванська (вказується у 1851 році).
Наприкінці 19-го століття, у 1899 році, вулицю перейменовують на честь російського генералісимуса Суворова. Під цією назвою вулиця проіснувала до 1923 року. За радянських часів вулицю назвали Воровського, в честь російсько-польського революціонера Вацлава Воровського (назва у 1921—1945 роках). Потім назву змінюють на Маршала Малиновського, з якою вулиця проіснувала з 1946 по 1959 роки. Потім в честь Малиновського було названо іншу вулицю — Кордонну, а назву Воровського було повернено. Із цією назвою вулиця проіснувала до 1994 року, коли було повернено історичну назву — Мала Арнаутська.

## Галерея

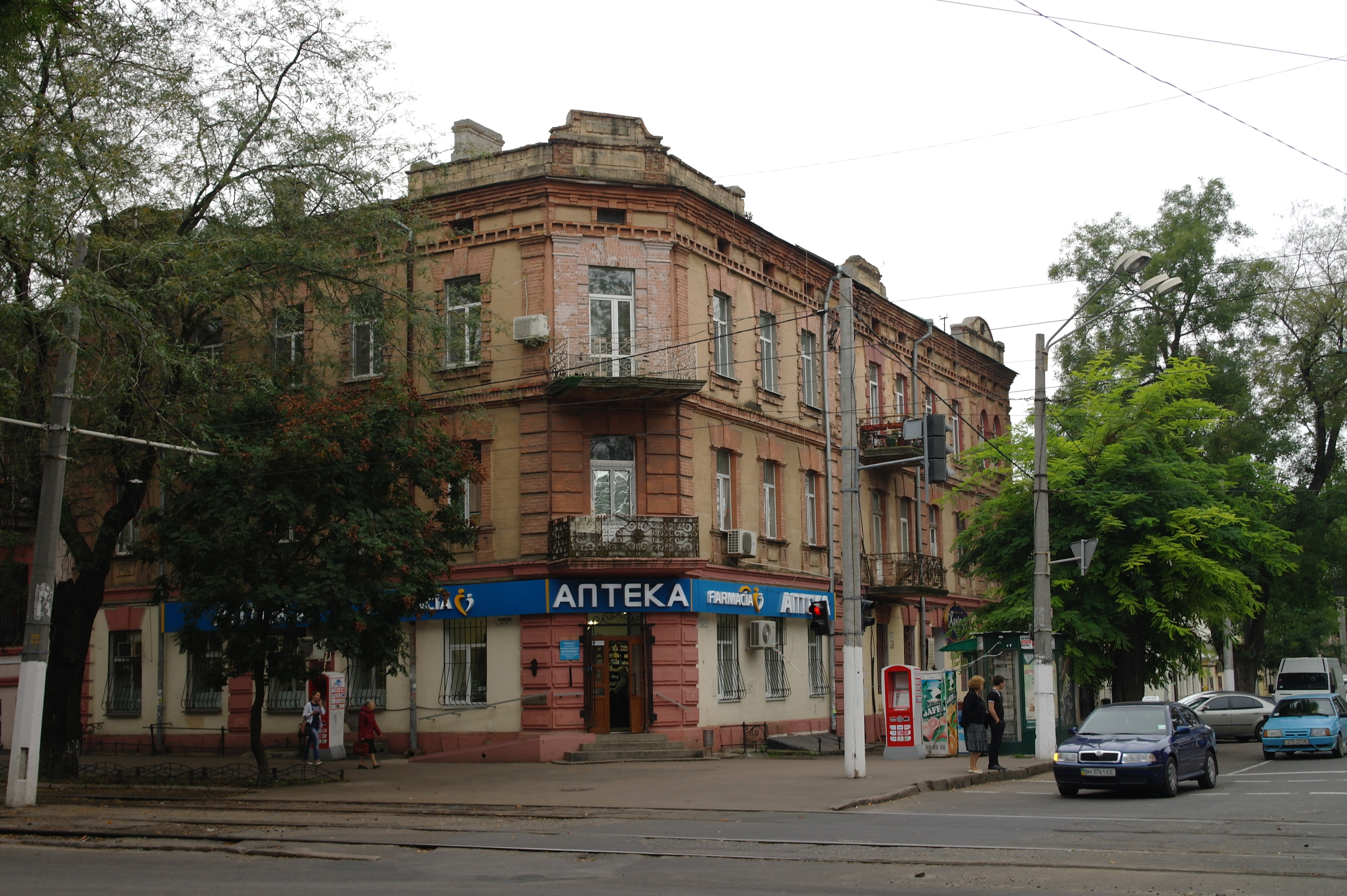
Початок вулиці (на розі із вул. Леонтовича)
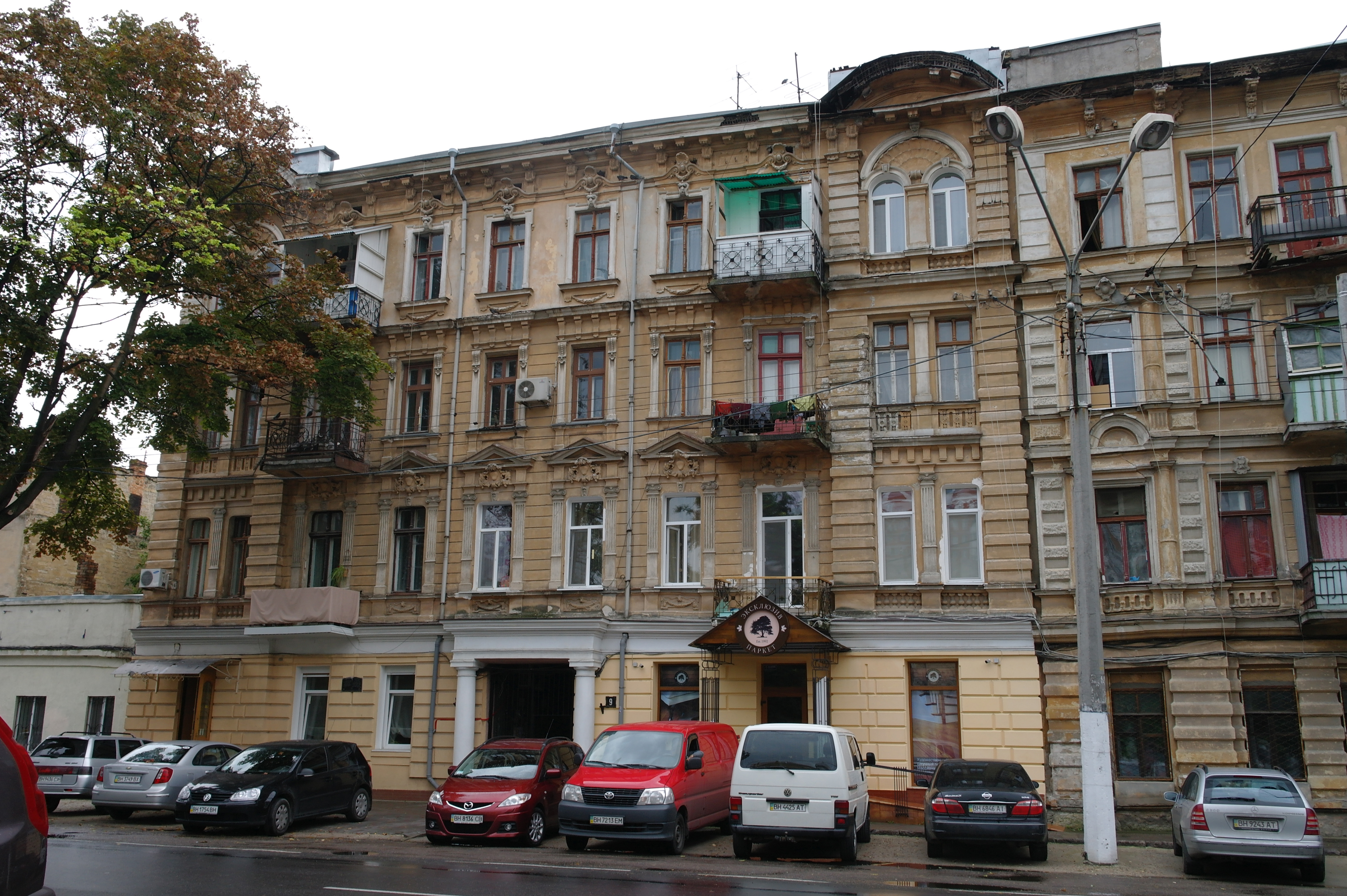
Будинок прибутковий за адресою вул. М. Арнаутська 9, в якому мешкали письменники Ієгошуа Равницький[ru], Хаїм Бялик і Ілля Ільф
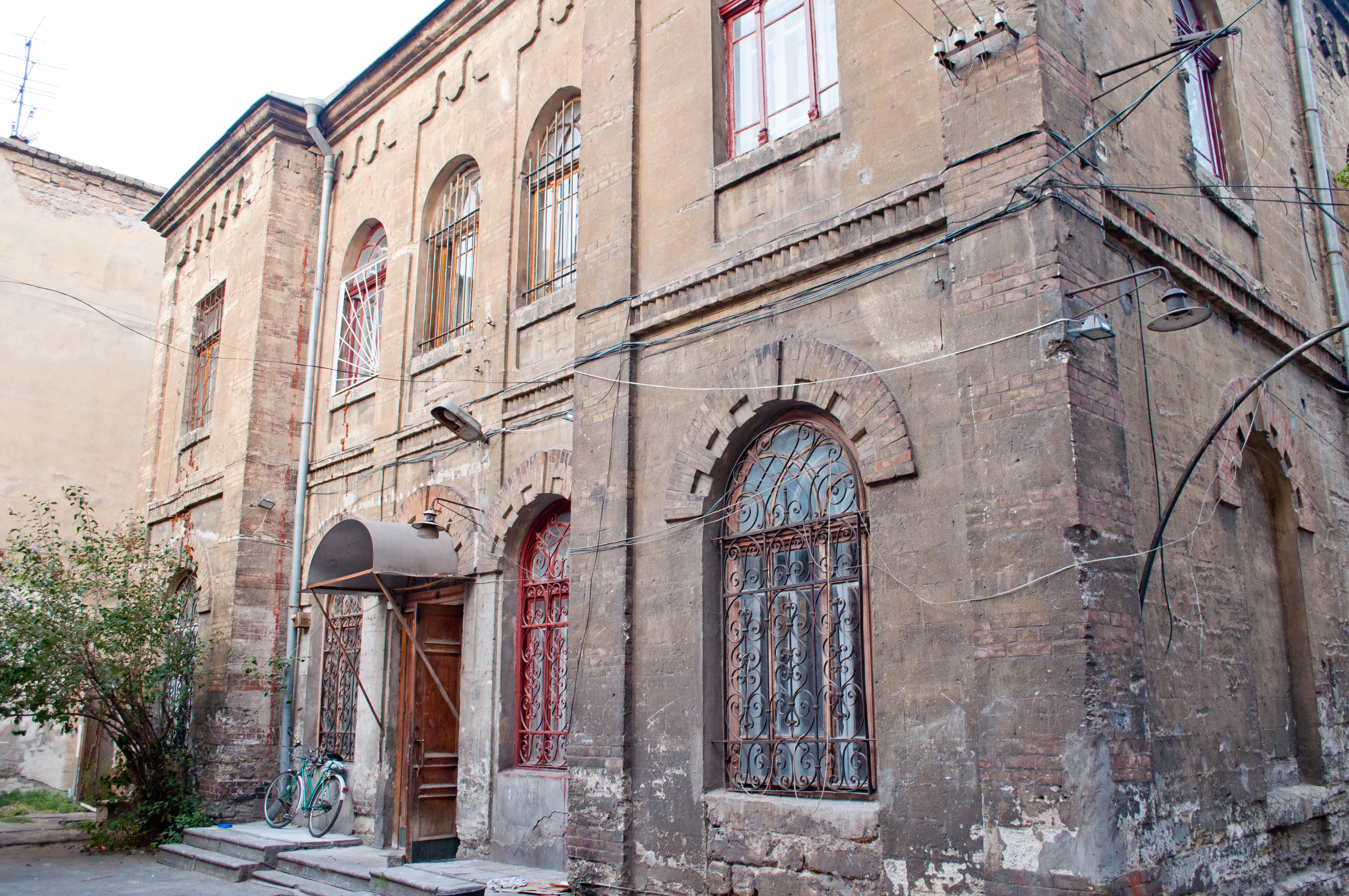
Будівля колишньої синагоги рубачів кошерного м'яса (тепер приміщення товариства "Мигдаль")
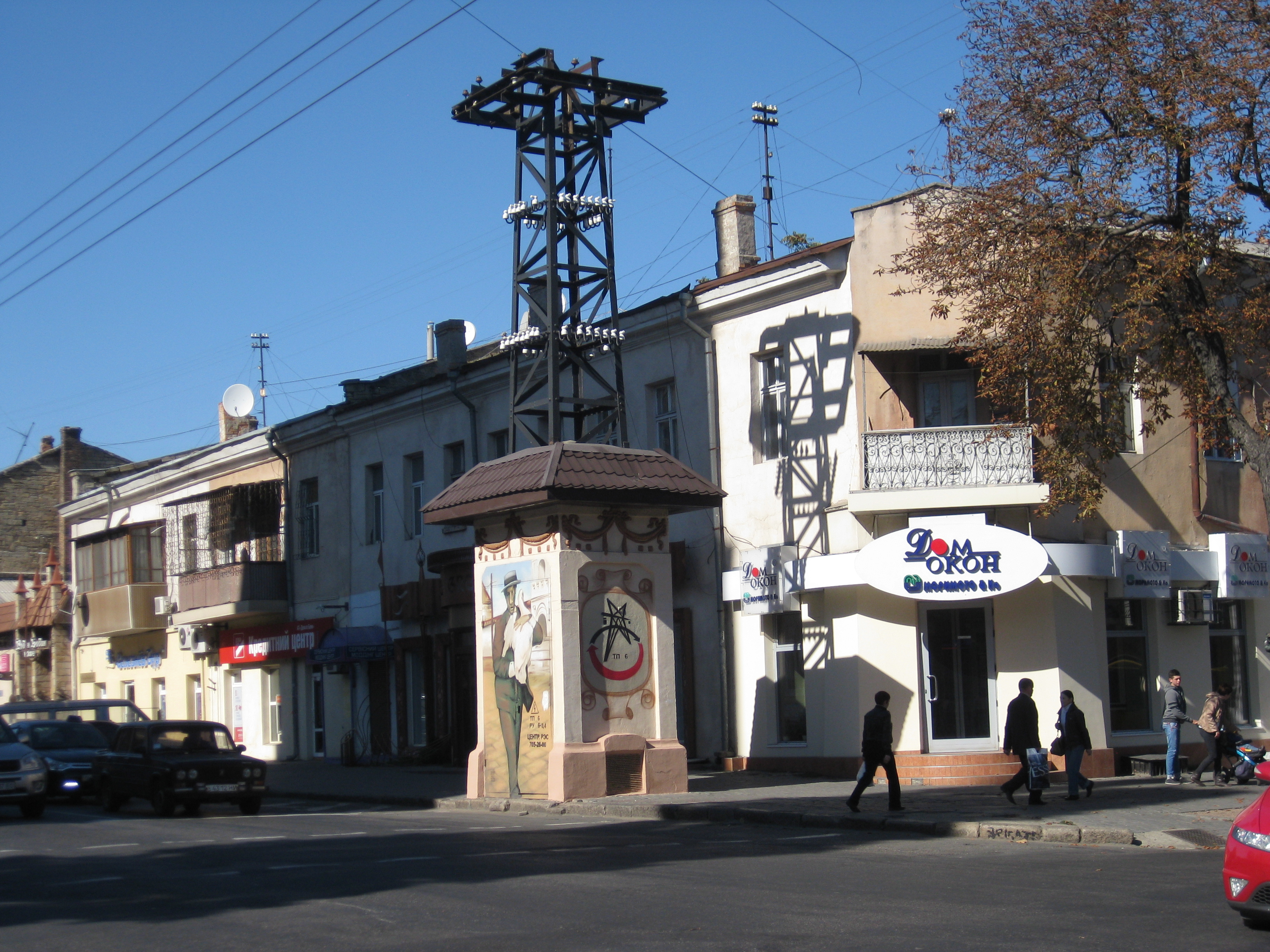
Історична підстанція трамваю на розі із Європейською
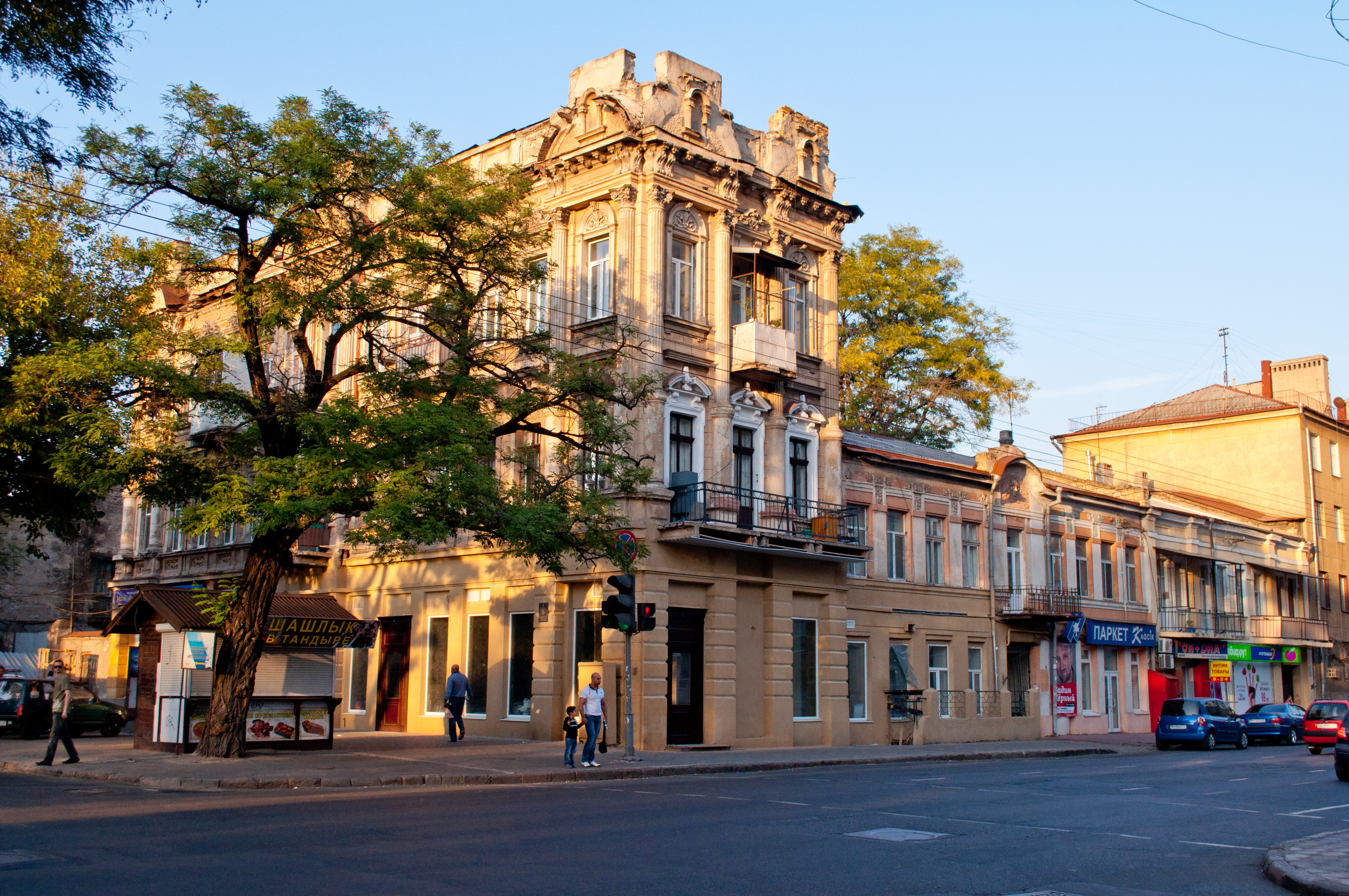
Історичний житловий будинок на розі із проспектом Українських Героїв